# SOMEDAY (佐野元春の曲)
「SOMEDAY」（サムデイ）は、佐野元春の4作目のシングル。1981年6月25日に、EPIC・ソニーからリリースされ、1989年にJR東海『ファイト!エクスプレス』のコマーシャルソングに使用されたのにあわせて、ジャケットを新調し1990年4月21日に、8cmシングルとして再発売された。

## 概要
1981年発売当時はチャートTOP100入りしなかったが、翌年に発売された同名のアルバムがヒットしたこともあり、佐野の代表作の一つとなった。
当初、1981年2月発売の2枚目のアルバム『Heart Beat』収録予定で、楽曲はほぼ完成していたが、歌詞の一部にしっくりこない部分があって、『Heart Beat』収録に間に合わず、同年6月にシングルとしてリリースされた。
曲のタイトルは、クリーデンス・クリアウォーター・リバイバル「Someday Never Comes」や、シュープリームス「Someday We'll Be Together」等の“Someday”をタイトルに使った曲に触発されて付けられた。
アレンジは、フィル・スペクター風のウォール・オブ・サウンドとなっており、後にスペクターの影響を受けた楽曲を集めたコンピレーションアルバム『音壁 JAPAN』に収録された。
1983年発売のベストアルバム「No Damage (14のありふれたチャイム達)」にはイントロのバックで聞こえるストリートノイズの無いバージョンで収録。
1989年にJR東海「ファイト!エクスプレス」のコマーシャルソングに採用された。

## ヒット後の反響
1990年代には『CREA』誌の音楽特集で歴代2位にランクされ、21世紀に入ってもCMや映画の挿入歌で使用されるなど息の長い人気曲となっている。
また、佐野のライブの定番曲でもあり、佐野の思うところから一時期封印したこともあったが後に復活。「THE SUN」ツアーの最終公演では、アンコールでこの曲を披露する前に「10代には10代、20代には20代、…50代には50代の『いつかきっと』があるんじゃないかって、最近思い始めている」と目に涙を浮かべながら語り、発表から時間を経て広く愛された曲が、自身と聴き手にとって新たな意味を持つに至った事実を噛みしめた。佐野の父親が初めて『いい曲だな』と褒めた曲でもある。

## 評論
佐野は渋谷陽一とのインタビューで「佐野元春には反語がない」と指摘された際、否定し「たとえば"サムデイ"の一節『信じるこころいつまでも』というのは、その裏側に『疑うこころもいつも持ってるんだぜ』というメッセージが隠れている」と語った。
スージー鈴木は「ブルース・スプリングスティーンの『ハングリー・ハート』をカスタマイズした楽曲」と評している。

## その他
日本テレビ『行列のできる法律相談所』において、「東野幸治石垣島トライアスロンプロジェクト」のイメージソングとなった。元々「東野が勝手に決めた応援ソング」として使用されたが、この放送がきっかけとなり、佐野自身も後日事務所を通じてビデオで出演、最終的に清正公で使用許可を出した。このレース当日、「SOMEDAY」を沿道のBGMに使用され、更に地元のラジオ局のリクエストに最も多く寄せられた。
2019年2月16日に放送されたTBS系テレビアニメ『新幹線変形ロボ シンカリオン THE ANIMATION』の挿入歌に使用。劇中では登場人物の一人が、「ファイト!エクスプレス」のCMについて触れ、「私は89年バージョンが特に好きでね」「20世紀のコマーシャルにおける最大の名作だと確信している」と発言しているシーンが放送され、Twitterなどでその日のうちに話題となった。これは、『新幹線変形ロボ シンカリオン』のシリーズ構成を担当した下山健人のアイディアによるもので、当初は「SOMEDAY」を使われる予定は無かったものの、プロデューサーらが「やるしかない」と発言したため劇中に使われることになったという。

## 収録曲
- 全作詞・作曲・編曲：佐野元春

1. SOMEDAY
Strings編曲：大村雅朗
2. Bye Bye Handy Love
  - 沢田研二に提供した曲[注釈 2]をセルフカバー。

## カバー
- 白井貴子（1982年発売のシングル「SOMEDAY」収録）元春バンドでバックコーラスだった白井のソロ独立を祝う元春本人からの贈り物。
- 矢野顕子（1992年発売のアルバム『SUPER FOLK SONG』収録）
- HEADS（2002年発売のシングル「SOMEDAY」収録）
- 山下久美子 feat. 吉川晃司（2005年発売のアルバム『Duets』収録）
- Bank Band（2006年の野外音楽フェスティバル『ap bank fes '06』でカバー）
- 中村あゆみ（2008年発売のアルバム『VOICE』収録）
- 押尾コータロー（2009年発売のアルバム『Tussie Mussie』にインストゥルメンタルとして収録）
- NOKKO（2010年発売のアルバム『KISS』収録）
- 桑田佳祐（2013年のAAAイベント『桑田佳祐 Act Against AIDS 2013 昭和八十八年度! 第二回ひとり紅白歌合戦』でカバー）